# Église Saint-Honest d'Yerres
L’église Saint-Honest est une église paroissiale de culte catholique, dédiée au martyr Honest du IIIe siècle, située dans la commune française d'Yerres, dans le département de l'Essonne et la région Île-de-France.

## Situation
| \| Localisation de l'église Saint-Honest dans l'Essonne. · Église Saint-Honest \| Localisation de l'église Saint-Honest dans l'Essonne. |
| Localisation de l'église Saint-Honest dans l'Essonne. · Église Saint-Honest                                                             |

L'église Saint-Honest est située en centre-ville sur la place piétonne du 11 novembre 1918 sur la rive droite de la rivière l'Yerres.

## Historique
La construction remonterait au XIe siècle ou XIIe siècle.
Le 27 avril 1526, les reliques de Saint Honest furent transférées depuis la basilique Saint-Sernin de Toulouse.

## Description

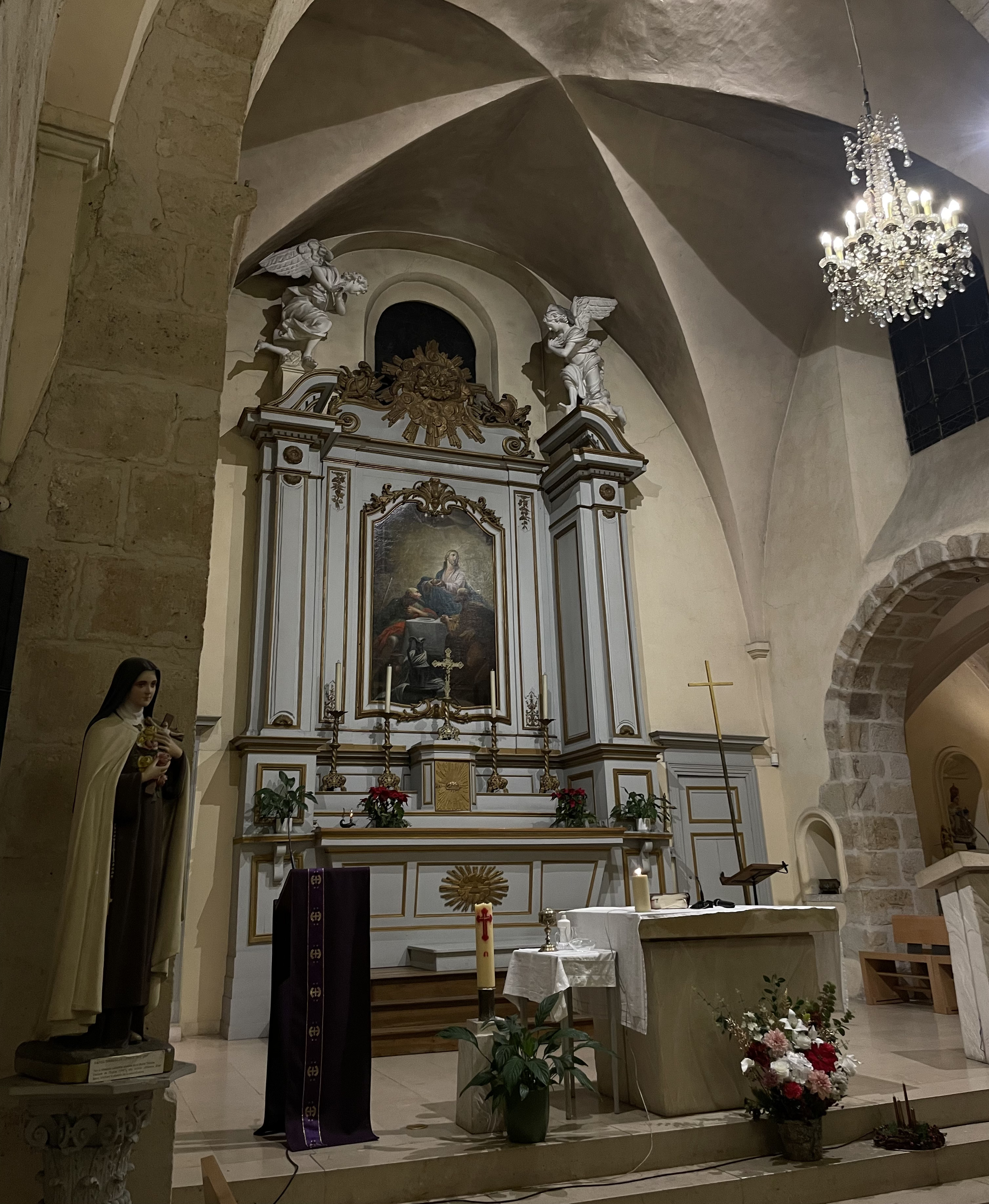
Maitre-autel du choeur de l'Eglise, 2024

L'avant de l'église présente des couleurs chaudes, tandis que l'arrière, d'apparence plus traditionnelle, est en pierre. Sa façade avant, symétrique, comporte une horloge.
L’église Saint-Honest construite au XIIe siècle en conserve le chœur, le clocher date lui du XIIIe siècle et le reste de l’édifice a été reconstruit au XIXe siècle dans un style néoclassique. Elle renferme une très belle chaire en bois doré d’époque Louis XV provenant de l’église abbatiale détruite à la Révolution et quelques autres ouvrages d’art religieux.

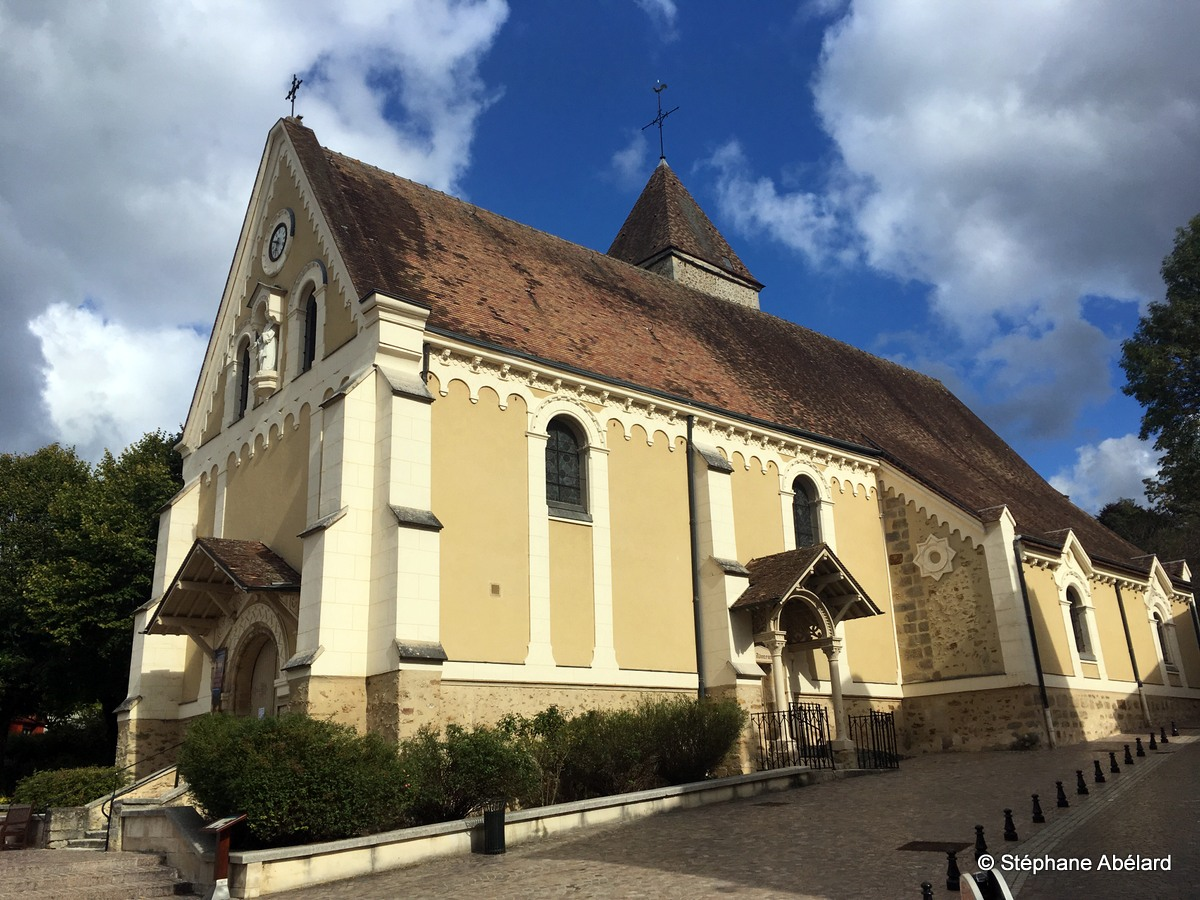
Eglise Saint-Honest

Sa chaire, son retable et un tableau commandé à Raphaël, mais exécuté après sa mort par Giulio Romano et Giovanni Francesco Penni, sont classés au patrimoine.
Son orgue, conçu par John Abbey, date de 1878.
À l’occasion des travaux de restauration effectués en décembre 2005, une crypte a été mise au jour dans la chapelle de la Vierge. À cet endroit est enterré Jacques Ramond, ancien seigneur de la Grange, mort en 1784.

## Pour approfondir